# West Mersea

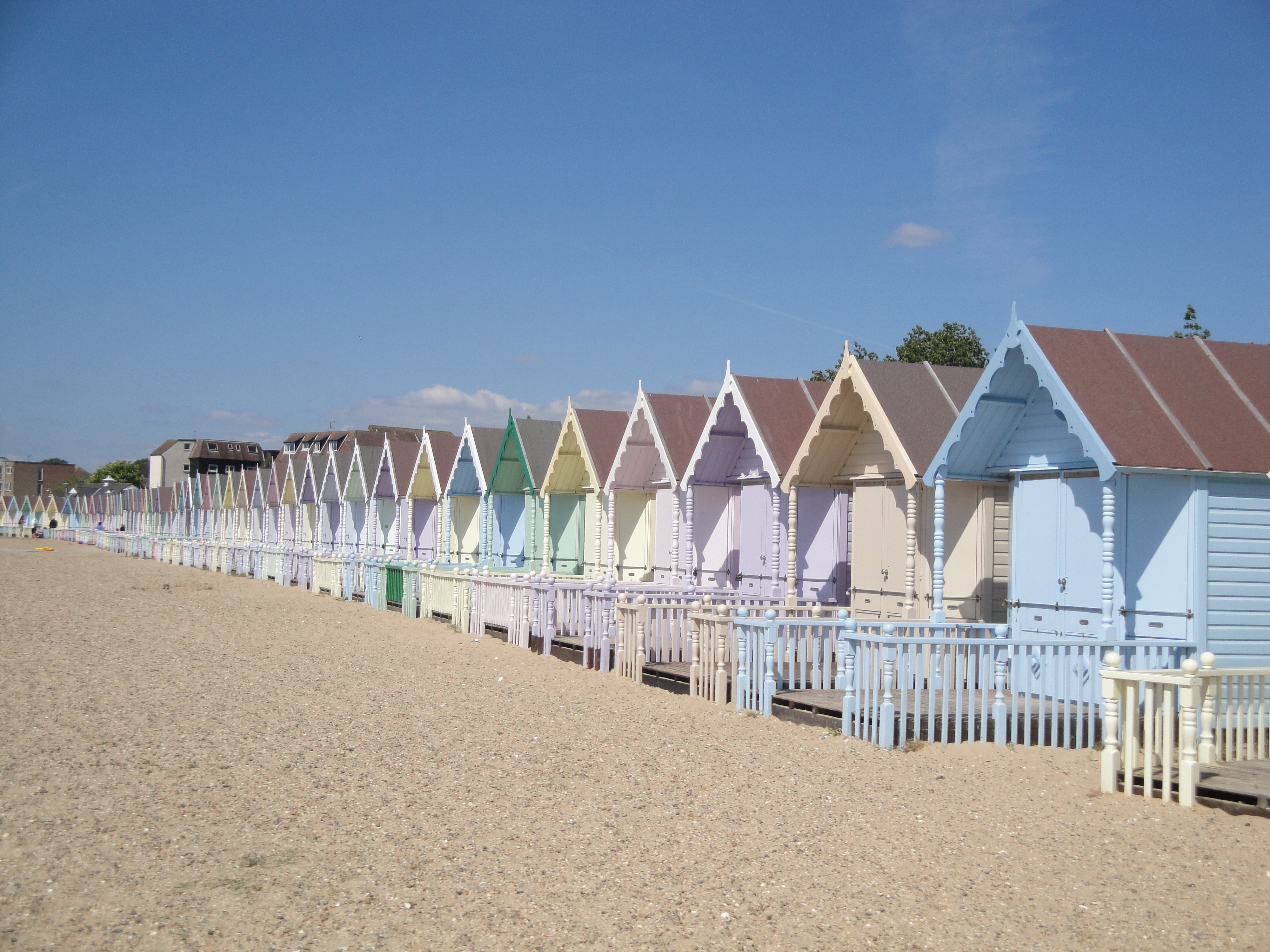
Plaża w West Mersea

West Mersea – miasto w Anglii, w hrabstwie Essex, w dystrykcie Colchester, w zachodniej części wyspy Mersea. Leży 31 km na wschód od miasta Chelmsford i 79 km na północny wschód od Londynu. W 2006 miasto liczyło 7000 mieszkańców.